# Марич, Силвио
Си́лвио Ма́рич (хорв. Silvio Marić; 20 марта 1975, Загреб) — хорватский футболист; тренер. Выступал на позиции атакующего полузащитника.

## Клубная карьера
Силвио начал свою карьеру на родине, в Загребе, в 1992 году. Первым его клубом стало «Динамо» Загреб. В 1998 году Силвио в составе «Динамо» блеснул в Лиге чемпионов и в начале 1999 года он перешёл в «Ньюкасл». Дебют в премьер-лиге состоялся 10 марта 1999 года в матче против «Ноттингем Форест». Сыграв за клуб 23 матча, но не забив ни одного мяча, Сильвио в 2000 году перебрался в «Порту». В 1999 году Марич стал первым хорватским футболистом, сыгравшим в финале кубка Англии. В «Порту» он тоже не задержался и через сезон вернулся в родное загребское «Динамо». В 2003 году Марич снова сменил клуб — на этот раз он перешёл в «Панатинаикос». Проведя два сезона в Греции он в третий раз стал игроком «Динамо», подписав двухлетний контракт. Однако отыграл он лишь половину его срока. По окончании сезона 2005/2006 Силвио Марич расторг договор с «Динамо» и объявил о прекращении карьеры игрока.

## Карьера в сборной
Марич дебютировал в сборной Хорватии 30 апреля 1997 года в отборочном матче чемпионата мира 1998 года против Греции. Первый мяч за сборную он забил в том же отборочном цикле в ворота сборной Боснии и Герцеговины. В составе сборной Хорватии в 1998 году Силвио Марич стал бронзовым призёром чемпионата мира. Последний матч за сборную он провёл 12 октября 2002 года против команды Болгарии в отборочном турнире к чемпионату Европы 2004 года.